# Michael Ferejohn
Michael T. Ferejohn (* 1945) ist ein US-amerikanischer Philosoph und Philosophiehistoriker.
Ferejohn studierte Philosophie am San Fernando Valley State College (der heutigen California State University, Northridge) und erwarb dort 1968 den B.A. Es folgte der M.A. 1974 und der Ph.D. 1976, beide Abschlüsse an der University of California, Irvine. Er lehrte dann an der University of Pittsburgh, der Tufts University, der Washington State University, der University of Wisconsin-Parkside  und der University of Alberta. 1981/1982 hatte er ein Mellon Faculty Fellowship an der Harvard University inne, bevor er 1983 an die Duke University wechselte, an der er heute Professor Emeritus of Philosophy ist.
Ferejohn arbeitet zur Metaphysik, Erkenntnistheorie und philosophischen Logik von Sokrates, Platon und vor allem des Aristoteles.

## Schriften (Auswahl)
- Definition. In: Luca Castagnoli, Paolo Fait (Hrsg.), The Cambridge Companion to Ancient Logic. Cambridge University Press, Cambridge 2023, S. 128–146.
- Formal Causes: Definition, Explanation, and Primacy in Socratic and Aristotelian Thought. Oxford University Press, Oxford 2013.
- The Diagnostic Function of Socratic Definitions. In: Georgios H. Anagnostopoulos (Hrsg.), Socratic, Platonic and Aristotelian studies. Essays in honor of Gerasimos Santas. Springer, Dordrecht 2011.
- Empiricism and the First Principles of Aristotelian Science. In: Georgios H. Anagnostopoulos (Hrsg.), A Companion to Aristotle. Wiley-Blackwell, Chichester 2009, S. 66–80.
- The Origins of Aristotelian Science. Yale University Press, New Haven 1991.